# Видение (протестантизм)
Ви́дение (англ.: «Vision», одно из значений) — понятие, использующееся в христианстве как богословский термин, обозначающий глубокое и многогранное осознание чего-либо или кого-либо. В таком ответвлении христианства как протестантизм как правило обозначает один из элементов (или их совокупность) организационной и духовной жизни. В частности это понятие используется в общинах пятидесятнического, неопятидесятнического и харизматического направлений, а также особо подчёркивается в поместных церквях Господнего Восстановления как важнейшая и отличительная черта таких верующих. В отличие от виде́ния, ви́дение не подразумевает состояния неясного сознания: таких как сон, транс или экстаз и т. п. Видением может обладать как церковная община в целом, так и каждый отдельный верующий (Эф.1:15-23).

## Значения
Видение церковной общины отражает понимание поместной церковью своего места и своей роли во вселенской Церкви. Во многих общинах протестантского направления такое видение они часто получают через пророческие откровения пастору либо духовному лидеру (или лидерам) этой общины, которая присоединяется к видению церковного объединения, с которым она себя отождествляет.
Видение церковной общины или поместной церкви, а также видение некоего церковного объединения, предполагает осознание Божьего великого замысла (Эф. 1:9; 3:9), который называется в Новом Завете Божьим домостроительством (Эф. 1:10-11; 1Тим. 1:4), и который состоит в том, что Бог раздаёт Себя (Эф. 1:22) в Своих избранных людей (Эф. 1:4; 2Фес. 2:13; 1Пет. 1:2), а также веру в то, что Иисус Христос основал свою Церковь с целью выразить Себя в Своей божественной славе (Эф. 1:6; 12) и представить Себя в Своей божественной власти (Мтф. 10:1; 16:18-19; 28:18; Ин. 18:5-6; 20:22-23; Эф. 1:19-22; 3:10; 6:10-12), будучи полностью единым со своими святыми избранниками (Ин. 15: 4-5; Деян. 9:4; Эф. 1:23; 5:29-32), что выражается в приготовлении верующих в Него к Царству Небесному, а также веру в исполнение Его поручения Церковью (Мф. 28:19; Мк. 16:15; Деян. 1:8) при водительстве Духа Святого для реализации этих задач.
Видение отдельно взятого верующего может быть проявлением мудрости как одного из даров Духа Святого и духовного роста такого верующего (1Кор. 12:8; Эф. 1:17-19; Кол. 1:9). Критерием проверки его истинности всегда является соответствие учению Слова Божьего, Библии (Деян. 17:11; Деян. 2:42; 2Пет. 1:19-21; Кол. 1:25).

## Источник
- Ульф Экман, Духовный лидер, глава 2 (недоступная ссылка), М., изд. «Слово Жизни», 2006, ISBN 5-94324-025-X, ISBN 91-7866-532-9.
- Новый Завет. Восстановительный перевод. Изд. «Живой поток» и Уитнесс Ли, 1998, ISBN 0-7363-0463-0.